# Vegen Å
Vegen Å er et sydligt tilløb til Storå i Holstebro. Åen udspringer i bakkerne ved Tihøje. Løber mod nord gennem Sørvad, Munkbro og ind i Holstebro. 
Ordet Vegen stammer fra oldnordisk "veg" og betyder bøjelig, hvilket må siges at være passende, da åen slynger sig voldsomt gennem det ekstensivt dyrkede landskab.
Vandkvaliteten og vandføringen har altid været god i åen, så det var attraktivt at etablere dambrug på åen. Det skete fra 1950'erne. I løbet af 1990'erne var Holstebro Kommune med til at nedlægge flere af dambrugene af hensyn til den frie passage for laks og ørred. Især det meget store Vegen Mølle Dambrug, der lå inde i byen, var problematisk, da det virkede som en barriere for næsten hele vandløbssystemet.
Ved udløbet i Storå kan man se det klare Vegen Å vand løbe ud i det okkerfarvede Storå vand. Der er næsten ingen okker i Vegen Å.
56°20′10″N 8°37′20″Ø / 56.33611°N 8.62222°Ø